# Bankston (Mississippi)
Pour les articles homonymes, voir Bankston.
Bankston est une ville fantôme américaine située dans le comté de Choctaw, dans l’état du Mississippi. La communauté la plus proche est French Camp, située à 13 kilomètres au sud-ouest de la ville.

## Géographie
La ville est située à 120 mètres d’altitude.

## Histoire
En 1848, James Madison Wesson a fondé la première usine à textile à succès du Mississippi 
En 1900, la population de la ville était de 84 habitants. On y trouvait un poste de police et un moulin à farine.
Aujourd’hui, il ne reste que le cimetière.